# Leggenda mortale
Leggenda mortale (I'll Always Know What You Did Last Summer), conosciuto anche sotto il nome di Leggenda mortale - So cosa hai fatto 3, è un film direct-to-video del 2006 diretto da Sylvain White e scritto da Lois Duncan e Michael D. Weiss, seguito di Incubo finale.
Questo film è la trasposizione di un libro di Lois Duncan.
Il film è uscito solo per l'home video.

## Trama
Amber Williams, Zoe Warner, Colby Patterson, Roger Pack, P.J. Davis preparano uno scherzo per spaventare alcuni amici, organizzando una messa in scena riguardante il Pescatore (Benjamin "Ben" Willis), un omicida armato di uncino che aveva compiuto dei massacri anni prima. Purtroppo lo scherzo si trasforma in tragedia quando terminato un finto duello tra Roger e P.J. sul tetto di un edificio, questi si lancia nel vuoto con il suo skateboard e si schianta su un trattore, morendo sul colpo.
A distanza di un anno, tutti iniziano a ricevere strani messaggi riguardante l'accaduto e il famoso assassino inizia a dargli la caccia uno ad uno. Dopo aver ricevuto circa 50 SMS anonimi, tutti con lo stesso contenuto: «So cosa hai fatto la scorsa estate». Amber ricontatta tutti i suoi amici con cui aveva giurato di non raccontare a nessuno dell'incidente occorso a P.J.
Mentre i ragazzi si interrogano sul da farsi, Roger, nel frattempo divenuto un alcolizzato e tossicodipendente, viene sorpreso e ucciso dal "Pescatore" poco prima di suicidarsi. Gli amici giunti sul posto, scambiano quindi il suo assassinio per un vero suicidio e scoprendo l'uncino usato per lo scherzo ancora sotto il letto di Roger, si convincono che la questione sia risolta e i messaggi di minaccia erano in realtà stati inviati dal loro amico che aveva ormai perso la testa. Tornata a casa però, Amber trova tutte le sue foto distrutte e l'ennesimo messaggio dell'assassino. Nel frattempo i ragazzi iniziano a sospettare di Lance, il cugino di P.J. da sempre innamorato di Amber, fin quando questi non confida proprio a quest'ultima, che lui aveva sempre saputo chi aveva organizzato lo scherzo e mostra ad Amber che l'assassino ha fatto visita anche a lui lasciando un messaggio inciso sulla sua moto.
I principali sospetti passano quindi sul padre di P.J. lo sceriffo Davis. Dopo i ripetuti incontri con il Pescatore, i ragazzi si decidono a confidare tutto al vice-sceriffo, ma giunti a casa sua vi trovano il padre di P.J. e decidono di continuare a tacere. Optano quindi per scappare, abbandonando la città, ma Zoe ha un concerto la sera stessa e decide di non venire in quanto la serata sarà piena di agenti discografici. Amber, Colby e Lance decidono quindi di posticipare la partenza a subito dopo l'esibizione di Zoe. Appena rientrata nel backstage però, Zoe viene attaccata dal Pescatore che la uccide davanti agli occhi di Amber e Lance. Giunto sul posto, anche lo sceriffo Davis è vittima del Pescatore.
Subito dopo viene ucciso anche Colby, sorpreso mentre si stava ubriacando nel locale cucina in attesa del termine del concerto.
Mentre fuggono, Amber e Lance incontrano il vice-sceriffo che cade anche lui vittima dell'assassino. In un momento di distrazione, Amber riesce ad investire il Pescatore con una jeep ma questi si rialza rivelando la sua identità: È ancora una volta Ben Willis, l'omicida dei massacri precedenti, morto anni prima alle Bahamas per mano di Julie James. Il Pescatore mostra un volto mostruoso e si rivela immortale e invulnerabile anche alle armi da fuoco. Si tratta infatti della leggenda di Ben Willis, riportato in vita dall'incidente causato dal gruppo di amici. Durante un combattimento però, l'assassino mostra il suo punto debole: l'uncino è infatti l'unica arma in grado di ferirlo. Così, durante una dura lotta con Lance, Amber riesce piantare l'uncino in testa al Pescatore e a spingerlo in una trebbiatrice.
Un anno dopo tutto sembra finito, Amber sta tornando a Los Angel dal Nevada per raggiungere Lance con cui nel frattempo si è fidanzata. Mentre è in viaggio però, buca una gomma ed è costretta a fermarsi. Improvvisamente il Pescatore si materializza alle sue spalle: Amber urla disperata.

## Produzione
Il film è stato girato in Utah nel settembre 2005.